# Attheyella nordenskioldi
Attheyella nordenskioldi är en kräftdjursart som först beskrevs av Wilhelm Lilljeborg 1902.  Attheyella nordenskioldi ingår i släktet Attheyella och familjen Canthocamptidae. Inga underarter finns listade i Catalogue of Life.